# 海斯坦普
海斯坦普(西班牙語：Gestamp Automoción)是一家西班牙汽车零配件设计，开发，制造公司。

## 历史
1997年创建于西班牙马德里。最初是一家小型冲压公司，目前在全球超过4万名员工，在22个国家地区布局100多家工厂和13个研发中心。

### 视频剪辑
- Inside of Spanish factory in 2011 （页面存档备份，存于）